# Liste des monuments historiques de Dunkerque
Ce tableau présente la liste de tous les monuments historiques classés ou inscrits dans la ville de Dunkerque, Nord, en France.

## Immobilier
Selon la base Mérimée, il y a 31 MH  et 361 monuments inscrits à l'inventaire à Dunkerque .
| Monument                                                             | Adresse                                              | Coordonnées                      | Notice         | Protection | Date      | Illustration                                                         |
| -------------------------------------------------------------------- | ---------------------------------------------------- | -------------------------------- | -------------- | ---------- | --------- | -------------------------------------------------------------------- |
| Bâtiment de la Subdivision des Phares et Balises                     | 38 quai des Américains                               | 51° 02′ 35″ nord, 2° 22′ 35″ est | « PA59000164 » | Inscrit    | 2010      | Bâtiment de la Subdivision des Phares et Balises                     |
| Beffroi de Dunkerque                                                 | Place du Beffroi                                     | 51° 02′ 08″ nord, 2° 22′ 34″ est | « PA00107488 » | Classé     | 1840      | Beffroi de Dunkerque                                                 |
| Église Saint-Éloi                                                    | Rue Clémenceau                                       | 51° 02′ 08″ nord, 2° 22′ 38″ est | « PA00107488 » | Classé     | 1916      | Église Saint-Éloi                                                    |
| Établissement de bains de style mauresque                            | Rue de l'Écluse-de-Bergues Quai au Bois              | 51° 01′ 50″ nord, 2° 22′ 21″ est | « PA00107489 » | Inscrit    | 1982      | Établissement de bains de style mauresque                            |
| Feu de Saint-Pol, situé jetée de Saint-Pol                           | Jetée Saint-Pol, Route de l'Écluse Charles de Gaulle | 51° 03′ 38″ nord, 2° 20′ 58″ est | « PA59000049 » | Inscrit    | 1999      | Feu de Saint-Pol, situé jetée de Saint-Pol                           |
| Formes de radoub n°3 et n°5 et usine de pompage, ou usine des formes | Rue de l'Écluse-Trystram                             | 51° 02′ 44″ nord, 2° 22′ 09″ est | « PA59000048 » | Inscrit    | 1999      | Formes de radoub n°3 et n°5 et usine de pompage, ou usine des formes |
| Hôpital civil de Dunkerque à Rosendaël                               | 930 avenue de Rosendaël                              | 51° 02′ 16″ nord, 2° 23′ 59″ est | « PA59000189 » | Inscrit    | 2015      | Hôpital civil de Dunkerque à Rosendaël                               |
| Hôtel de l'armateur                                                  | 15 rue Faulconnier                                   | 51° 02′ 14″ nord, 2° 22′ 32″ est | « PA00107490 » | Inscrit    | 1984      | Hôtel de l'armateur                                                  |
| Hôtel de ville                                                       | Place Charles-Valentin                               | 51° 02′ 16″ nord, 2° 22′ 36″ est | « PA00107900 » | Inscrit    | 1989 2002 | Hôtel de ville                                                       |
| Maison                                                               | 38 rue des Arbres                                    | 51° 02′ 22″ nord, 2° 22′ 50″ est | « PA00107491 » | Inscrit    | 1988      | Image manquante Téléverser                                           |
| Maison                                                               | 14 rue David-d'Angers                                | 51° 01′ 58″ nord, 2° 22′ 35″ est | « PA59000012 » | Inscrit    | 1998      | Maison                                                               |
| Maison                                                               | 28 rue Faulconnier                                   | 51° 02′ 15″ nord, 2° 22′ 31″ est | « PA00107492 » | Inscrit    | 1988      | Maison                                                               |
| Maison                                                               | 51 rue Gustave-Lemaire Malo-les-Bains                | 51° 02′ 54″ nord, 2° 23′ 38″ est | « PA00107497 » | Inscrit    | 1988      | Maison                                                               |
| Maison                                                               | 57 rue Martin-Luther-King Rosendaël                  | 51° 02′ 15″ nord, 2° 23′ 34″ est | « PA00107513 » | Inscrit    | 1988      | Maison                                                               |
| Maison                                                               | Rosendaël 63 rue Martin-Luther-King                  | 51° 02′ 15″ nord, 2° 23′ 34″ est | « PA00107504 » | Inscrit    | 1988      | Maison                                                               |
| Maison                                                               | 120 rue Martin-Luther-King Rosendaël                 | 51° 02′ 17″ nord, 2° 23′ 34″ est | « PA00107505 » | Inscrit    | 1988      | Maison                                                               |
| Maison                                                               | 28 rue Nationale                                     | 51° 02′ 00″ nord, 2° 22′ 40″ est | « PA00107493 » | Inscrit    | 1987      | Maison                                                               |
| Maison                                                               | 20, 22 rue du Sud                                    | 51° 01′ 57″ nord, 2° 22′ 42″ est | « PA00107494 » | Inscrit    | 1988      | Maison                                                               |
| Maison dite Les Cigognes                                             | 26 rue Eugène-Dumez Rosendaël                        | 51° 02′ 14″ nord, 2° 23′ 32″ est | « PA00107501 » | Inscrit    | 1988      | Maison dite Les Cigognes                                             |
| Maison dite Les Cubes                                                | 28 rue Eugène-Dumez Rosendaël                        | 51° 02′ 14″ nord, 2° 23′ 32″ est | « PA00107502 » | Inscrit    | 1988      | Maison dite Les Cubes                                                |
| Maison dite Ma Coquille                                              | Rosendaël 25 rue André-Chenier                       | 51° 02′ 17″ nord, 2° 23′ 30″ est | « PA00107500 » | Inscrit    | 1988      | Maison dite Ma Coquille                                              |
| Monument de la Fondation, à Rosendaël                                | Place Voltaire Rosendaël                             | 51° 02′ 37″ nord, 2° 24′ 08″ est | « PA59000001 » | Inscrit    | 1996      | Monument de la Fondation, à Rosendaël                                |
| Monument à la mémoire des Fusiliers marins                           | Quai Michel-Florent-Vanlangren                       | 51° 01′ 50″ nord, 2° 22′ 19″ est | « PA59000202 » | Inscrit    | 2019      | Image manquante Téléverser                                           |
| Phare du Risban                                                      | Route de l'Écluse-Trystram                           | 51° 02′ 56″ nord, 2° 21′ 52″ est | « PA59000173 » | Classé     | 2011      | Phare du Risban                                                      |
| Propriété (vestiges de l'Excentric Moulins)                          | Rue André-Chénier Rosendaël                          | 51° 02′ 17″ nord, 2° 23′ 33″ est | « PA00107506 » | Inscrit    | 1988      | Image manquante Téléverser                                           |
| Ruines de la vieille écluse de Mardyck                               | Pont Bayard Mardyck                                  | 51° 01′ 39″ nord, 2° 19′ 19″ est | « PA00107773 » | Classé     | 1930      | Ruines de la vieille écluse de Mardyck                               |
| Tour du Leughenaer                                                   | Place du Minck                                       | 51° 02′ 25″ nord, 2° 22′ 43″ est | « PA00107495 » | Classé     | 1995      | Tour du Leughenaer                                                   |
| Villa Les Disques                                                    | 8 rue Martin-Luther-King Rosendaël                   | 51° 02′ 14″ nord, 2° 23′ 32″ est | « PA59000195 » | Inscrit    | 2016      | Villa Les Disques                                                    |
| Villa Moscovite ou Castel Joly                                       | 260 rue Anatole-France Rosendaël                     | 51° 02′ 26″ nord, 2° 23′ 41″ est | « PA00107507 » | Inscrit    | 1988      | Image manquante Téléverser                                           |
| Villa Myosotis                                                       | 545 avenue Rosendaël Rosendaël                       | 51° 02′ 11″ nord, 2° 23′ 38″ est | « PA00107496 » | Inscrit    | 1985      | Villa Myosotis                                                       |
| Villa Quo Vadis                                                      | 75 digue de Mer Malo-les-Bains                       | 51° 03′ 03″ nord, 2° 23′ 55″ est | « PA00107499 » | Inscrit    | 1988      | Villa Quo Vadis                                                      |
| Villa Les Sourires                                                   | 51 à 53 digue de Mer Malo-les-Bains                  | 51° 03′ 02″ nord, 2° 23′ 47″ est | « PA00107498 » | Inscrit    | 1988      | Villa Les Sourires                                                   |

## Mobilier
Selon la base Palissy, il y a 58 objets MH à Dunkerque pour 382 inscrit a l'Inventaire général du patrimoine culturel .
| Monument                                                       | Adresse                       | Coordonnées                      | Notice         | Protection | Date | Illustration                                                   |
| -------------------------------------------------------------- | ----------------------------- | -------------------------------- | -------------- | ---------- | ---- | -------------------------------------------------------------- |
| ex-voto ancre de Credoz Brillard                               | 1 place de la Petite Chapelle | 51° 02′ 14″ nord, 2° 23′ 33″ est | « PM59001678 » | Classé     | 1983 | Image manquante Téléverser                                     |
| Bateau école dit La Duchesse Anne, ex Gross Herzogin Elisabeth | quai de la Citadelle          | 51° 02′ 15″ nord, 2° 22′ 20″ est | « PM59000517 » | Inscrit    | 1982 | Bateau école dit La Duchesse Anne, ex Gross Herzogin Elisabeth |
| Bateau de signalisation : bateau-feu dit le Sandettié, ex Dyck | quai de la Citadelle          | 51° 02′ 17″ nord, 2° 22′ 23″ est | « PM59001680 » | Inscrit    | 1997 | Bateau de signalisation : bateau-feu dit le Sandettié, ex Dyck |